# Nemi szervek

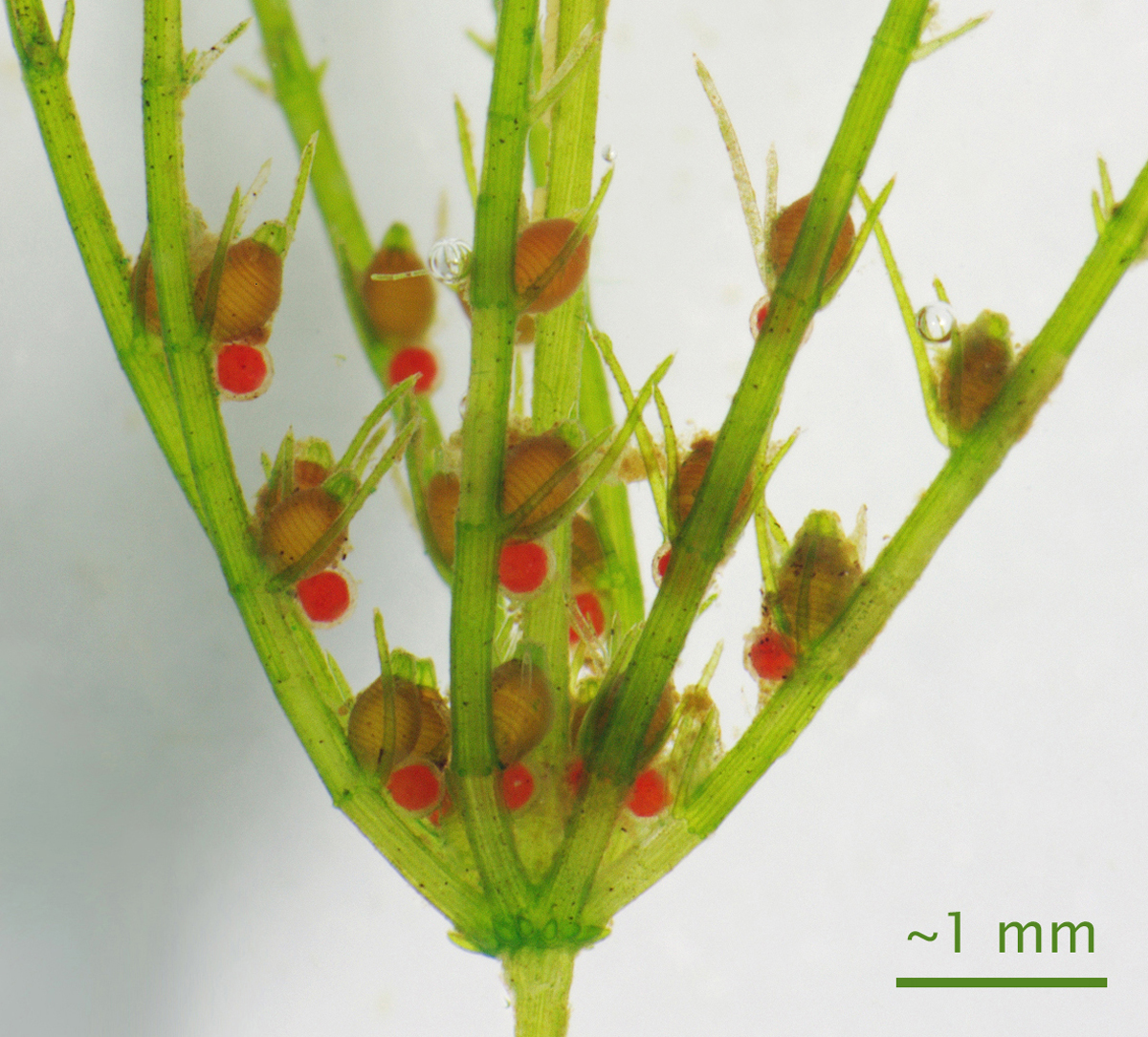
A chara zöldmoszatok ivarszervei a hím antheridia (piros) és a női archegonium (barna).

A nemi szerv (vagy ivarszerv) az élőlény testének az a része, mely részt vesz az ivaros szaporodásban. A szaporító szervek együtt alkotják a szaporító rendszert. A férfiaknál a herét, a nőknél a petefészket tekintjük elsődleges nemi szerveknek. Az összes többit másodlagos nemi szervnek tekintjük, melyeket fel lehet osztani külső és belső nemi szervekre. A külső nemi szervek – a genitáliák mindkét nemnél már kívülről észlelhetőek.
A lombosmoháknak, a harasztoknak és néhány hasonló növénynek is van olyan gametangiuma, ivarszerve, melyek a gametofiton részei. A zárvatermők virágai polleneket és csírasejteket termelnek, de maga az ivarszerv a gametofitonon, illetve a pollenen és a magkezdeményen belül helyezkedik el. A toboztermők a tobozokon vagy a pollenen belül fejlesztik ki a szaporító rendszerüket.

## Terminológia
Az elsődleges nemi szervek az ivarmirigyek, páros nemi szervek, melyek a hímeknél a here, a nőstényeknél a petefészek. Elsődleges nemi szervként a feladatuk olyan ivarsejtek létrehozása, melyek tartalmazzák az öröklődő DNS-t. Ezen kívül ezek a szervek hozzák létre azokat a hormonokat, melyek szerepet játszanak a nemi fejlődésben, és ezek szabályozzák a nemi szerveket, valamint a nemileg jellemző viselkedést.
A másodlagos nemi szervek a szaporító rendszer többi részére utal, legyen szó külső vagy belső szervről. A latin genitalia, magyarul genitália a kívülről is átható nemi szerveket jelenti. A férfiaknál ide tartozik a pénisz és a herezacskó, a nőknél pedig a vulva és szervei.
A zoológiában a közösülésben részt vevő férfi nemi szerveket úgy határozzák meg, hogy azon szervek, melyek „vagy a nősténybe behelyezésre kerülnek, vagy pedig a sperma átáramlása alatt a gonopórus környékén a tartást biztosítják.” A női nemi szerveket így írják le: „a nőstény szaporodási rendszer azon része, mely közvetlen kapcsolatba kerül a hím szaporodó szervvel vagy a közösülés után közvetlenül a férfi szaporítóanyaggal (spermával, spermatofórával).”

## Emlősök

### Külső és belső szervek
Az emlősök külső, látható nemi szervei közé tartozik a hímeknél a herezacskó és a pénisz, a nőstényeknél pedig a vulva (szeméremajkak, csikló stb.) és a hüvely.
A méhlepényes emlősöknél a nőstényeknek két nemi nyílásuk van, a vagina és a húgycső, míg a hímeknél csak a húgycső nyílik a külvilág felé. A férfi és női nemi szerveknél sok idegvégződés van, így ezek érintése igen érzékeny, ugyanakkor kellemes. A legtöbb emberi társadalomban, főleg a konzervatívabbakban, a nemi szervek közszemélre tétele szeméremsértésnek számít.
A következők az emlősök szaporító szervei:
| Hím | Nőstény |
| --- | --- |
| - Cowper-mirigyek - Mellékhere - Hímvessző - Fityma - Fitymafék - Makk - Prosztata - Herezacskó - Ondóhólyagok - Herék | - Cowper-mirigyek - Petevezetékek - Petefészkek - Skene-mirigyek - Méh - Méhnyak - Hüvely - Vulva - Szűzhártya - Csikló - Csiklóredő - Csiklómirigy - Csiklócsuklya - Szeméremajkak - Nagyajkak - Kisajkak - Ajakfék |

### Fejlődés
A tipikus, szülés előtti fejlődés során a nemi szervek egy közös primordiumból származnak a terhesség korai szakaszában. Ebből alakulnak ki később a két nem. A differenciálódás irányát az Y kromoszómában lévő SRY gén határozza meg. Ennek hiányában az ivarmirigyekből petefészek alakul ki.
Így a külső és belső nemi szervek kialakulását néhány magzati ivarmirigy által termelt hormon és az ezekre adott sejtreakció határozza meg, Először a magzat nemi szerve először nőinek látszik. Ekkor ezek még urogenitális redők, melyek közepén van egy kidudorodás, mely a húgycsőt rejti maga mögött. Ha a magzatnak van heréje, és a here termel tesztoszteront, valamint ha a genitália sejtjei válaszolnak a tesztoszteron jelenlétére, a külső urogenitális redők megdagadnak és középen összeolvadnak, és így jön létre a herezacskó. A kidudorodás tovább növekszik, és létrejön a pénisz. Megnő a belső urogenitális redő is, ez is összeolvad középen, és így alakul ki a péniszen belüli húgycső.
Minden nemi szervnek megvan a maga homológ változata a másik nemben is. A nemi differenciálódás során jönnek létre a másodlagos nemi jellemek is. Ilyen az arc- és az intim szőrzet jellege valamint az emlők megjelenése. Ezeken felül ezek befolyásolják az agyi struktúrát is, melyek hatásal lehetnek a viselkedésre.
Az interszexualitás során olyan nemi szerv alakulhat ki, mely a férfi és a női között található. Ha egy gyermek így születik meg, a szülőknek egy olyan – általában nehéz – döntést kell meghoznia, hogy megváltoztassák-e a genitáliákat, vagy se. Néhány szülő ezt a döntést az orvosra bízza. Ha a nemi szervek megváltoztatása mellett döntenek, nagyjából 50% esélyük van arra, hogy olyan nemi szervet hozzanak létre, mely megegyezik a gyermek nemi identitásával. Ha rosszat választanak, a gyermek transzszexuális jegyeket vehet fel, ami diszkomfortot okozhat egészen addig, míg nem oldják meg a problémát.
Mivel az erős nemi szelekció hatással van a nemi szervek felépítésére és szerepére, így ez egy gyorsan változó szervcsoport. Így jelentéős eltérések lehetnek a genitáliák alakja és szerepe terén az állatok között.

## Egyéb állatok
Sok más állatnál egy faroknyílás, az úgynevezett kloáka az egyetlen, a szaporodási, emésztő és vizeletkiválasztó rendszer számára elérhető nyílás. Minden kétéltű, madár, rovar, néhány hal és pár emlős (kloákások, tamrekfélék, aranyvakondok) rendelkezik ezzel a kimenettel, és ezen keresztül ürítik a salakanyagot, a a hígtrágyát, és ezen keresztül látják el a reprodukciós funkciókat is. Számos gerinctelen kiválasztó szervrendszerét is kloákának nevezik.

### Rovarok

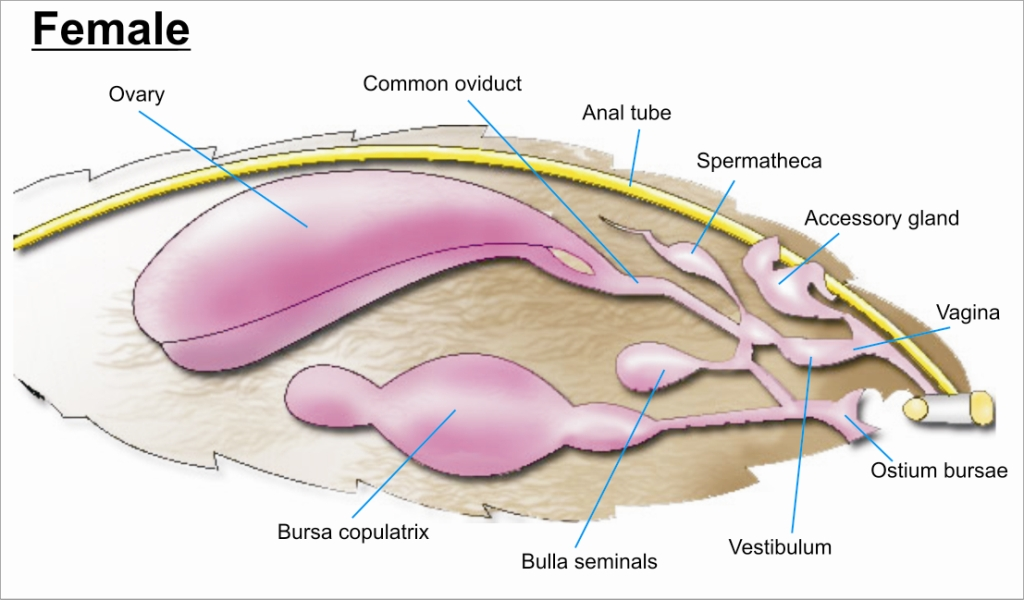
Nőstény lepke genitáliája.

A rovaroknak a párosodásért és a peték lerakásáért felelős szerveit összefoglalóan külső nemi szerveknek nevezzük, bár ezek nagyobb részt inkább belsők. Kialakulásuk nagyon eltérő lehet.

### Csigák
A csigák reprodukciós rendszere fajról fajra változik.

### Planaria
A planariák olyan lapos féreg, melyet a biológiai kutatások alkalmával gyakran használnak.  Vannak aszexuális és szexuális planariák is. A nemiséggel rendelkező planariák hermafroditák, mind heréjük, mind petefészkük is van. Minden planaria kibocsát magából váladékot, spermát adnak és kapnak is.